# Nichifor Horia
Nichifor Horia, pe numele de mirean Nicolae Horia, (n. 14 noiembrie 1967, Brăila, România) este un cleric ortodox român care îndeplinește funcția de episcop-vicar al Arhiepiscopiei Iașilor (din 2021).

## Biografie

### Studii
S-a născut pe 14 noiembrie 1967 în orașul Brăila. A urmat studii la Colegiul Național „Bogdan Petriceicu Hasdeu” din Buzău (1982–1986), iar apoi la Facultatea de Mecanică a Universității din Galați, specializarea „Mașini termice” (1988–1993), obținând calificarea de inginer mecanic. Și-a încheiat studiile universitare cu susținerea lucrării de licență cu tema Proiectarea motorului cu ardere internă MAN, 6 cilindri în linie.
În anul 1993, după absolvirea studiilor tehnice, a intrat ca frate la Mănăstirea Sihla din județul Neamț și s-a înscris la cursurile Facultății de Teologie Ortodoxă din cadrul Universității „Al. I. Cuza” din Iași, secția Teologie pastorală, pe care le-a urmat în perioada 1993–1997 și le-a încheiat cu susținerea lucrării de licență Relația părinte-fiu duhovnicesc în Patericul Egiptean. A fost tuns în monahism la 23 decembrie 1995 și hirotonit ieromonah la 2 februarie 1996 pe seama Mănăstirii „Sf. Trei Ierarhi” din Iași de către mitropolitul Daniel Ciobotea al Moldovei și Bucovinei.

### Stareț și exarh al mănăstirilor
În anul 2001 a fost numit egumen al Mănăstirii „Sf. Trei Ierarhi”, iar în 2004 a fost ridicat la rangul de protosinghel. În perioada martie–iulie 2007 a îndeplinit funcția de secretar al Sectorului Exarhat al Arhiepiscopiei Iașilor, iar în anul 2008 a fost ridicat la rangul de arhimandrit de către noul mitropolit al Moldovei și Bucovinei, Teofan Savu.
A urmat în perioada 2008–2010 cursuri de masterat în teologie la Facultatea de Teologie Ortodoxă din Iași, pe care le-a finalizat prin susținerea lucrării de disertație Metode și mijloace pastorale utilizate de Sfântul Nicodim Aghioritul și de părintele Petre Vintilescu.
În februarie 2009 arhimandritul Nichifor Horia a fost numit în funcția de exarh al mănăstirilor din Arhiepiscopia Iașilor. Pe lângă îndatoririle sale preoțești, a publicat numeroase articole pe teme spirituale sau teologice în reviste de specialitate, în ziarul Lumina și pe portalul Doxologia.ro. A urmat cursuri de perfecționare a muzeografilor și ghizilor din muzeele bisericești, sub patronajul Secretariatului de Stat pentru Culte – Oficiul pentru Relațiile cu Cultele. Și-a continuat, de asemenea, pregătirea teologică și și-a susținut pe 20 septembrie 2018, la Facultatea de Teologie Ortodoxă „Dumitru Stăniloae” din Iași, teza de doctorat cu tema Practica exorcizării în Biserica Ortodoxă. Aspecte liturgice, canonice și pastorale.
În ședința Sinodului mitropolitan al Mitropoliei Moldovei și Bucovinei din 30 septembrie 2017, arhimandritul Nichifor Horia a fost desemnat drept unul din cei doi candidați pentru postul de episcop al Hușilor, rămas vacant prin demisia la 18 august 2017 a episcopului Corneliu Onilă pe fondul unui scandal sexual, celălalt candidat fiind Ignatie Trif, arhiereul vicar al Episcopiei Ortodoxe Române a Spaniei și Portugaliei. Sfântul Sinod al Bisericii Ortodoxe Române l-a ales prin vot secret, în ședința sa de lucru din 5 octombrie 2017, pe arhiereul Ignatie Trif ca episcop al Hușilor, cu 39 de voturi din 48 valid exprimate.

### Episcop-vicar al Arhiepiscopiei Iașilor
Sinodul mitropolitan al Mitropoliei Moldovei și Bucovinei, întrunit la 2 februarie 2021 sub președinția mitropolitului Teofan, a propus doi candidați pentru postul de episcop-vicar al Arhiepiscopiei Iașilor, post rămas vacant prin alegerea episcopului Calinic Dumitriu ca arhiepiscop al Sucevei și Rădăuților: arhimandritul Nichifor Horia, starețul Mănăstirii „Sfinții Trei Ierarhi” din Iași și exarh administrativ al mănăstirilor din Arhiepiscopia Iașilor, și arhimandritul Ioan Harpa, starețul Mănăstirii Popăuți din Botoșani și exarhul mănăstirilor din zona Botoșanilor. Cele două propuneri au fost avizate de membrii Sinodului și înaintate Sfântului Sinod al Bisericii Ortodoxe Române. Sfântul Sinod s-a întrunit în ședință la 25 februarie 2021 și l-a ales pe arhimandritul Nichifor Horia ca episcop-vicar al Arhiepiscopiei Iașilor, cu titulatura „Botoșăneanul”, cu 40 de voturi din 49 valid exprimate.
Nichifor Horia a fost hirotonit arhiereu la 7 martie 2021 în Catedrala Mitropolitană din Iași de către mitropolitul Teofan Savu, împreună cu un sobor de ierarhi proveniți din provincia istorică a Moldovei: Petru Păduraru, arhiepiscopul Chișinăului, mitropolitul Basarabiei și exarhul Plaiurilor, Calinic Dumitriu, arhiepiscopul Sucevei și Rădăuților, Ioachim Giosanu, arhiepiscopul Romanului și Bacăului, Ignatie Trif, episcopul Hușilor, Antonie Telembici, episcopul de Bălți, Veniamin Goreanu, episcopul Basarabiei de Sud, și Damaschin Luchian, episcopul vicar al Arhiepiscopiei Sucevei și Rădăuților.

## Lucrări
- Duhovnicia Patericului, Editura Doxologia, Iași, 2013
- Practica exorcizării – aspecte liturgice, canonice și pastorale, teză de doctorat, Editura Doxologia, Iași, 2020